# 音苏盖提冰川
音苏盖提冰川是位于中華人民共和國新疆喀喇昆仑山乔戈里峰西北侧的冰川，是中国境內最大的冰川，其雪线高度達至4,800至5,080米，冰川末端海拔4,000米，长约41.5公里，冰舌长约4,200米，面积达392.4平方千米。属于山谷型冰川，其融水注入叶尔羌河。